# Fritz Lang
Fritz Lang (født 5. december 1890 i Wien, død 2. august 1976 i Beverly Hills i Los Angeles i Californien) var en amerikansk/østrigsk filminstruktør, manuskriptforfatter og skuespiller.
Fritz Lang bliver kaldt tysk instruktør,[kilde mangler] men var østrigsk statsborger, da han arbejdede i Tyskland. Han blev først tysk statsborger ved sit ægteskab med Thea von Harbou. Efter sin emigration til USA blev han amerikansk statsborger.
Sammen med Thea von Harbou, som i Weimartiden skrev manuskripterne til flere af hans klassikere (bl.a. Metropolis og Dr. Mabuse), revolutionerede han filmen. Han udviklede en egen æstetik, der gjorde film som M, Dr. Mabuse og Metropolis til milepæle i filmhistorien. Ud over det æstetiske rummer hans film altid en betagende historie, som bliver fortalt i en ekspressiv og dyster atmosfære.

## Stumfilm
Afskaffelsen af censuren i Weimarrepublikken medførte ændrede vilkår for filmindustrien: Filmproduktion blev fri for kontrol og fik et publikum, der var interesseret i billige forlystelser. Det var den situation, der mødte kunstneren Fritz Lang, da han kom til filmen. Efter at være blevet såret i 1. verdenskrig, begyndte han i 1917 at skrive manuskripter, og efter at være flyttet til Berlin, instruerede han i 1919 sin første film Halbblut.
Sit gennembrud fik han i 1922 med Dr. Mabuse, der Spieler. I 1926 fulgte hans mest kendte film, science fiction-klassikeren Metropolis. Filmen foregår i en dystopisk fremtidsby, og det er visualiseringen mere end historien, filmen er husket for. Billedet af svævende fartøjer mellem kæmpe højhuse og de innovative effekter var et eksempel på UFA-studiernes formåen i deres storhedstid. Den 3½-time lange film var ikke fuldstændigt bevaret. Først i 2008 fandt man en fuldstændig kopi i Buenos Aires. Kopien var i 16 mm format og med indbrændte undertekster, men kunne udfylde de manglende scener. Efter en omfattende rekonstruktion kunne publikum i 2010 se en 147 minutter restaurering.

## Lydfilm
Langs første lydfilm var M, en kriminalhistorie om en børnemorder, som bliver jagtet af både underverdenen og politiet. Også her udnyttede han mesterligt den ny teknik: Melodien, som morderen fløjter (I Dovregubbens hal fra Peer-Gynt-Suite nr. 1 af Edvard Grieg), bliver genkendt af en blind ballonsælger og det fører til opklaringen af forbrydelsen.
Dr. Mabuse, en skurk som Lang brugte i en række film, er prototypen på det vanvittige geni, der ønsker at ødelægge verden. I Das Testament des Dr. Mabuse (da. Dr. Mabuses testamente) skriver Mabuse en håndbog for forbrydere i sin celle på sindssygeanstalten – en scene der kan ses som en analogi til skabelsen af Hitlers Mein Kampf, som blev skrevet i fængsel.

## Emigration
Efter nazisternes magtovertagelse i 1933 forsøgte Goebbels at overtale Lang til at lave film for dem. Lang sagde nej og flygtede til Frankrig og i 1934 til USA. Derved forlod han også sin kone og manuskriptforfatter Thea von Harbou, som havde sluttet sig til nazisterne. Deres ægteskab havde dog skrantet i lang tid pga. Langs forbindelse med stumfilmsstjernen Gerda Maurus.

## Film i USA
Lang fortsatte efter et par afviste projekter sin karriere i Hollywood. I sin første film i USA, Fury (1936), tegnede han, på samme måde som i M., en persons psykiske tilstand; her en person der uskyldig er anklaget for et mord og derfor må flygte. Efter den fulgte flere westerns bl.a. med Henry Fonda. I 1941 producerede han nogle anti-nazistiske film, bl.a. spionfilmen Man Hunt (1941) og Hangmen also die (1942, om attentatet på Reinhard Heydrich). I 1944 fulgte Ministry of Fear efter forlæg af Graham Greene og i 1946 Cloak and Dagger med Gary Cooper og Lilli Palmer.
Lige fra begyndelsen måtte Lang kæmpe mod studiernes selvcensur og begrænsninger af den kunstneriske frihed. I Fury måtte han ikke vise sorte ofre og kritisere racismen. På grund af sine anti-nazistiske film og sit bekendtskab med Bertold Brecht og Hans Eisler kom han i McCarthys søgelys under kommunistjagten i 50'erne.

## Hjemkomst
I 1956 flyttede Lang tilbage til Europa og instruerede sine sidste film for producenten Artur Brauner: Der Tiger von Eschnapur og Das indische Grabmal, som han havde skrevet manuskripter til tidligt i sin karriere, og en sidste Mabuse-Film (Die 1000 Augen des Dr. Mabuse).
Samtidig med de sidste film optrådte Lang i andre instruktørers film: I Le mépris fra 1964 af Jean-Luc Godard spillede Lang sig selv som filminstruktør; i filmen skal han lave en film over Homers Odyssé. Scenerne fra den fiktive film blev instrueret af Lang selv.
Samarbejdet med Brauner var dog ikke lykkeligt, og han vendte skuffet tilbage til USA.
2. august 1976 døde Fritz Lang i Beverly Hills.

## Filmografi
Følgende film er instrueret af Fritz Lang, eller han har på anden måde medvirket til.
- Die Hochzeit im Excentric Klub, Tyskland 1917
- Joe Debbs-Serie, Decla-Bioscop, Tyskland 1917
- Hilde Warren und der Tod Decla-Bioscop, Tyskland 1917
- Die Pest in Florenz, Tyskland 1919
- Die Frau mit den Orchideen, Tyskland 1919
- Halbblut, Decla-Bioscop, Tyskland 1919
- Der Herr der Liebe, Tyskland 1919
- Die Spinnen, 1. Teil: Der goldene See, Tyskland 1919
- Harakiri, Tyskland 1919
- Die Spinnen 2. Teil: Das Brillantenschiff, Tyskland 1919
- Das wandernde Bild, Tyskland 1920
- Kämpfende Herzen/Die Vier um die Frau, Tyskland 1921
- Die Sendung des Yogi, Tyskland 1921
- Der müde Tod, Tyskland 1921 [1]
- Dr. Mabuse, der Spieler 1. Teil: Der große Spieler - Ein Bild unserer Zeit, Tyskland 1922
- Dr. Mabuse, der Spieler 2. Teil: Inferno - Ein Spiel von Menschen unserer Zeit, Tyskland 1922
- Die Nibelungen 1. Teil: Siegfried, Tyskland 1924
- Die Nibelungen 2. Teil: Kriemhilds Rache, Tyskland 1924
- Metropolis, Tyskland 1926
- Spione, Tyskland 1928
- Die Frau im Mond, Tyskland 1929
- M - Eine Stadt sucht einen Mörder, Tyskland 1931
- Dr. Mabuses testamente, Das Testament des Dr. Mabuse, Tyskland 1933
- Le testament du docteur Mabuse (samtidig fransk version af Das Testament des Dr. Mabuse; co.inst. af René Sti) Frankrig 1933
- Liliom, Frankrig 1934
- Fury, USA 1936
- You Only Live Once, USA 1937
- You and Me, USA 1938
- The Return of Frank James, USA 1940
- Western Union, USA 1941
- Man Hunt, USA 1941
- Hangmen Also Die!, USA 1943
- Ministry of Fear, USA 1943
- The Woman in the Window, USA 1944
- Scarlet Street, USA 1945
- Cloak and Dagger, USA 1946
- Secret beyond the Door..., USA 1947
- House by the River, USA 1949
- American Guerrilla in the Philippines/I Shall Return, USA 1950
- Rancho Notorious, USA 1952
- Clash by Night, USA 1952
- The Blue Gardenia, USA 1953
- Jeg er loven, The Big Heat USA 1953
- Human Desire, USA 1954
- Moonfleet, USA 1955
- While the City Sleeps, USA 1955
- Beyond a Reasonable Doubt, USA 1956
- Der Tiger von Eschnapur, 1959
- Das indische Grabmal, 1959
- Die tausend Augen des Dr. Mabuse, 1960